# De Dion-Bouton Type L

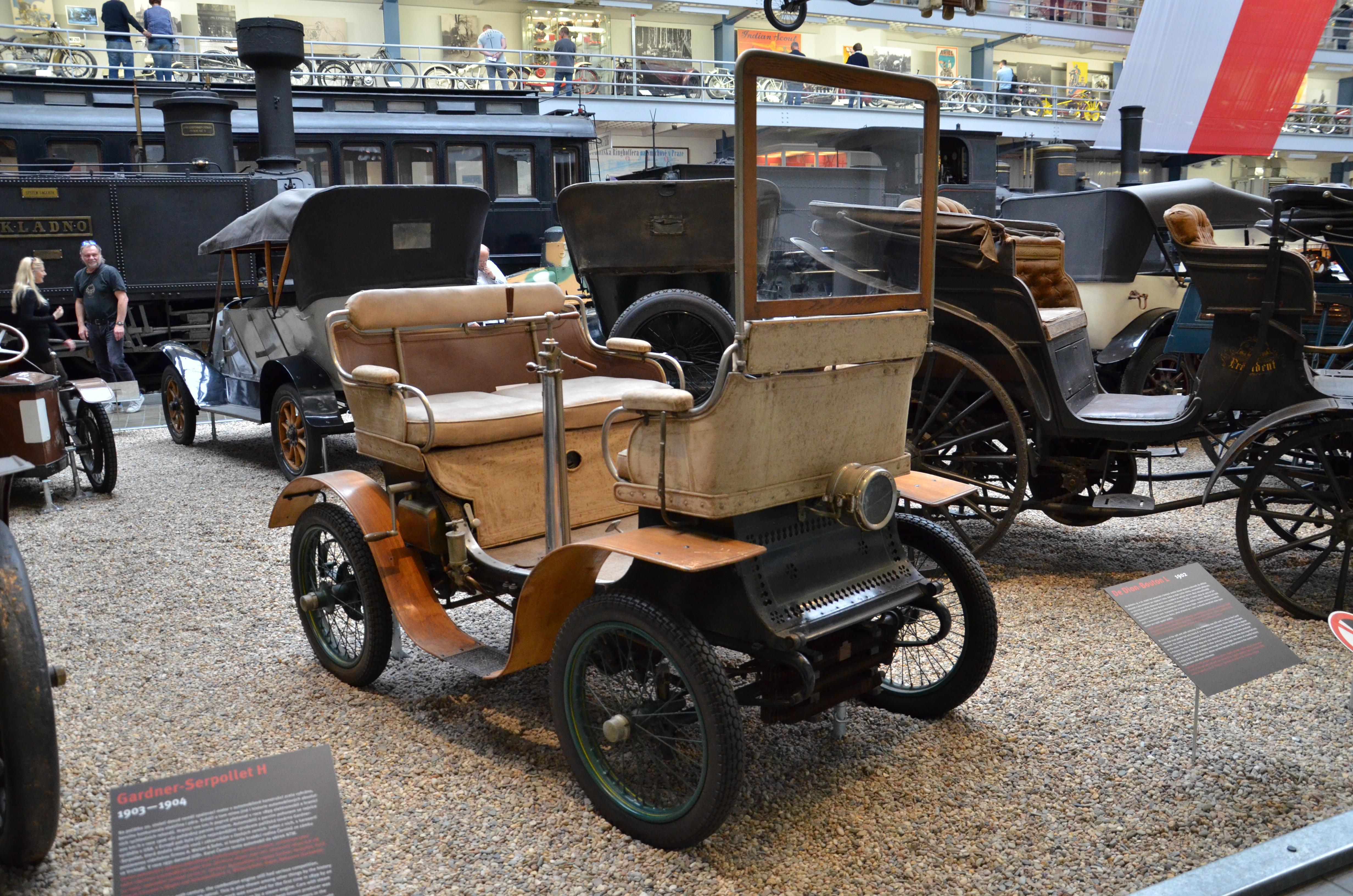
Ausführung mit Windschutzscheibe, die offensichtlich nachgerüstet wurde

Der De Dion-Bouton Type L ist ein Pkw-Modell aus der Anfangszeit des 20. Jahrhunderts. Hersteller war De Dion-Bouton aus Frankreich.

## Beschreibung
Das Modell gehört zur Baureihe De Dion-Bouton Vis-à-Vis. Es erhielt am 24. April 1902 seine Zulassung durch die nationale Behörde. Vorgänger war der schwächer motorisierte De Dion-Bouton Type G.
Ein De-Dion-Bouton-Einzylindermotor ist im Heck montiert. Er hat 90 mm Bohrung, 110 mm Hub und 700 cm³ Hubraum. Er leistet 6 PS. Der Motor treibt über ein Zweiganggetriebe die Hinterachse an. Der Wasserkühler ist vor der Vorderachse angebracht.
Die senkrecht stehende Lenksäule hat oben einen Lenkhebel zum Lenken, darunter Schalthebel, Hebel für die Regulierung der Drehzahl des Motors und Bremshebel für die Hinterradbremse. Hinter der Lenksäule befindet sich ein weiterer Hebel für das Betätigen der Auspuffklappe. Ein Pedal wirkt auf das Differential.
Ein Rohrrahmen bildet die Basis des Fahrzeugs. Als Radstand sind je nach Quelle 1550 mm und 1556 mm angegeben. Die Spurweite betrug 114 cm. Weil der Motor größer war als bei den Vorgängermodellen, mussten im Heckbereich einige gebogene Rohre verwendet werden. Eine Quelle nennt 1803 mm Länge und 1402 mm Breite.
Die Hinterachse ist eine De-Dion-Achse mit Federung. Die Radmuttern sind zylinderförmig.
Oberhalb des Motors ist eine Sitzbank für den Fahrer und einen Beifahrer montiert. Davor befindet sich eine Bank, die gegen die Fahrtrichtung ausgerichtet ist. Diese Sitzanordnung wird Vis-à-vis genannt. Es gibt Versionen, bei denen die vordere Sitzbank umgedreht werden kann, sodass alle Mitfahrer in Fahrtrichtung schauen.
Die letzten Modelle erhielten geschlossene Aufbauten.
Im selben Jahr wurde die Produktion eingestellt. Es war das letzte Modell von De Dion-Bouton mit Heckmotor.